# Tentakuliten
Die Tentakuliten (Tentaculitoidea, auch Cricoconarida) sind eine ausgestorbene Gruppe von kleinen, im Meer lebenden wirbellosen Tieren mit kalkschaligem Gehäuse. Ihr Fossilbericht reicht vom mittleren Kambrium bis zum oberen Devon (eventuell bis ins frühe Perm). In der zoologischen Systematik werden sie als Klasse mit drei Ordnungen (Tentaculitida, Homoctenida und Dacryoconarida) zu den Weichtieren (Mollusca) gestellt.

## Beschreibung der Morphologie

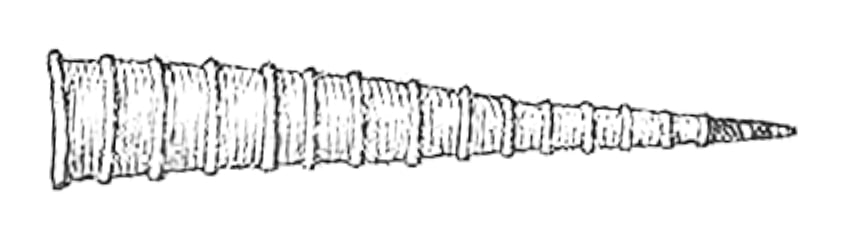
Tentaculites ornatus aus dem Silur

Die Fossilien der Tentakuliten zählen zu den Mikrofossilien; die Gehäuse erreichen meist nur Längen von wenigen Millimetern. Sie sind spitzkonisch und nur bei wenigen Gruppen gekrümmt oder spiralig aufgerollt. Die Außenseite der Schale ist skulpturiert: Oft weist sie Ringe quer zur Längsrichtung des Kegels auf, der bei den größten Arten bis zu 10 Zentimeter lang sein kann, meist aber im Millimeterbereich liegt. An den Gehäusen kann man zwei Entwicklungsstadien erkennen: Das erste ist das juvenile Stadium, bei einigen Gattungen ist dieser Teil in Kammern unterteilt. Deutlich abgegrenzt folgt das Erwachsenenstadium, die Wohnkammer des Gehäuses, in dem das ausgewachsene Tier lebte. Dieser Teil ist nicht durch Kammern getrennt und öffnet sich schließlich mit der Mündung nach außen. Ein Operculum, also ein Deckel wie er bei den rezenten Schnecken vorkommt, wurde noch nicht gefunden. Am spitzen Ende, dem Apex, sieht man meist eine tropfenförmige Erweiterung, die teilweise auch als Embryonalkammer bezeichnet wird, hier begann das Wachstum des Tieres.
Der Name des Taxons beruht übrigens auf einem wissenschaftlichen Irrtum. Die ersten in der Literatur beschriebenen Tentakuliten waren zufällig in einem sehr fossilreichen Gestein dicht neben Trilobiten-Kopfschilden eingebettet. Dies veranlasste Ernst Friedrich von Schlotheim zu der fälschlichen Annahme, das es sich – auch aufgrund der geringelten Struktur – um „Fühlhörner“ (heute Fühler oder Antennen) der Trilobiten handeln würde, ähnlich der Antennen von Insekten und anderen Gliederfüßern. Der Begriff „Antennen“ war aber Anfang des 19. Jahrhunderts noch nicht üblich – sie wurden damals als „Tentakeln“ bezeichnet, ein Begriff, der in der heutigen zoologischen Terminologie für Fangarme vorbehalten ist. Dieser Bedeutungswandel hat in der Folge zu viel Verwirrung gesorgt, da er offenbar verschiedene Bearbeiter dazu veranlasst hatte, nach Tentakuliten in „Weichteilerhaltung“ mit erhaltenen Fangarmen zu suchen. Dies ist bis heute zwar noch nicht gelungen, trotzdem ist es angesichts der weiten Verbreitung von Fangarmen in den verschiedensten marinen Tiergruppen durchaus möglich, das Tentakuliten tatsächlich auch Tentakeln besaßen. Eine systematische Aussagekraft hätte solch ein Fund allerdings nicht, es wäre am ehesten ein Beispiel für eine Ähnlichkeit (oder Konvergenz).

## Palökologie und geologische Bedeutung
Tentakuliten finden sich ausschließlich in marinen Sedimentgesteinen. Die Tentaculitida besaßen eine dickere Schale und lebten benthisch, die Homocteniden und Dacryoconariden hingegen waren planktonische Lebewesen und erreichten als solche im Devon eine massenhafte und weltweite Verbreitung. Im Devon hatten die Tentakuliten ihren Entwicklungshöhepunkt: In diesem Zeitraum traten sie, darunter besonders die Ordnung Dacryoconarida, in manchen marinen Sedimentgesteinen gesteinsbildend auf. So wurde zum Beispiel in der „Rheinischen Fazies“ der sogenannte Tentaculitenschiefer gebildet.
Die Tentakuliten können aufgrund ihres schnellen evolutionären Wandels im Verlauf des Devons sehr gut für die Biostratigraphie, d. h. als Leitfossilien, verwendet werden. Auch für die Feststellung von Strömungsrichtungen des Wassers in einzelnen geologischen Regionen können sie verwendet werden, da ihre Gehäuse oft durch Strömungen bewegt wurden und nach ihrer Größe eingeregelt abgelagert wurden.

## Systematik

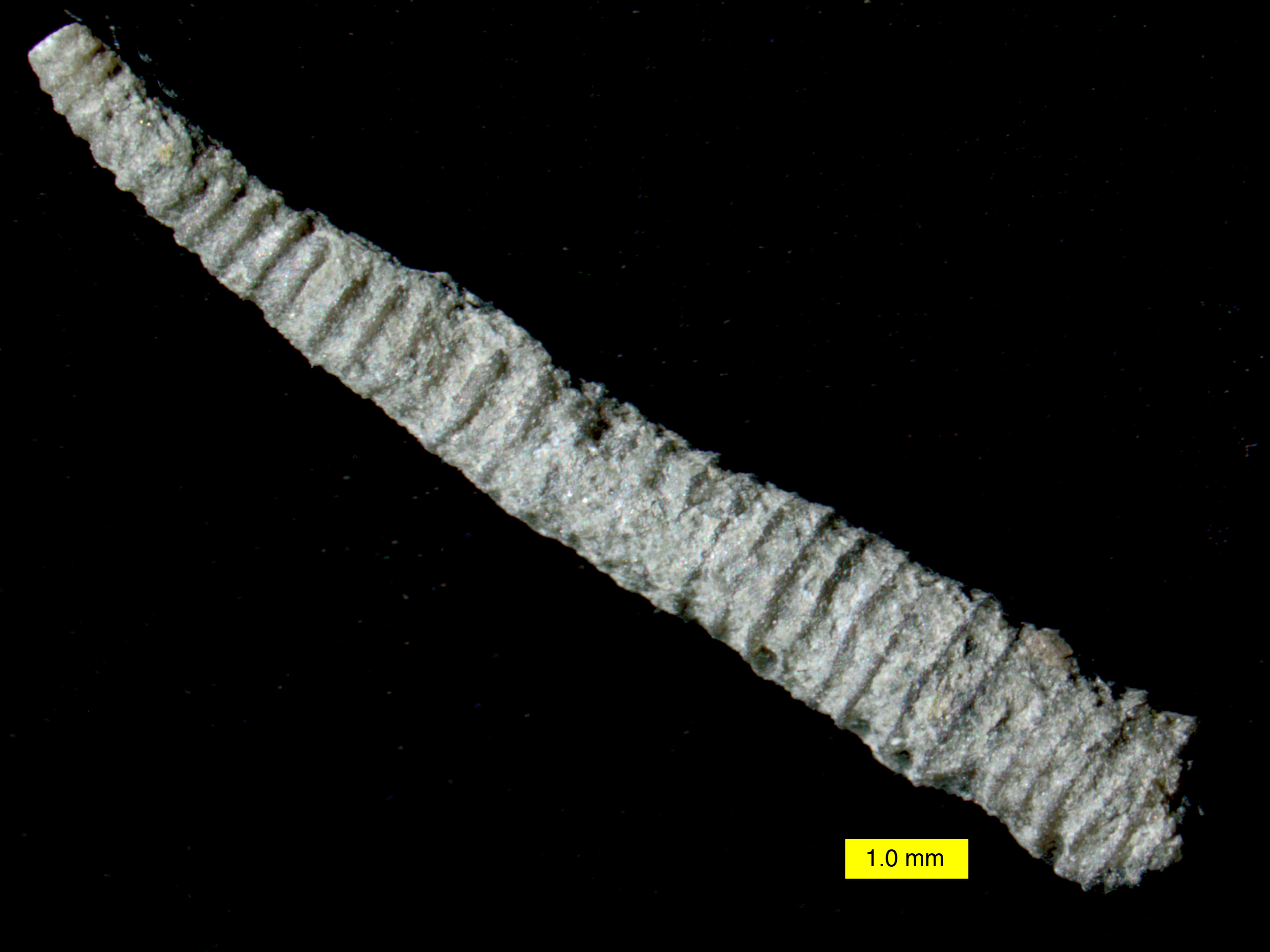
Tentakulit aus dem frühes Devon (Lochkovium) von New Creek, West Virginia

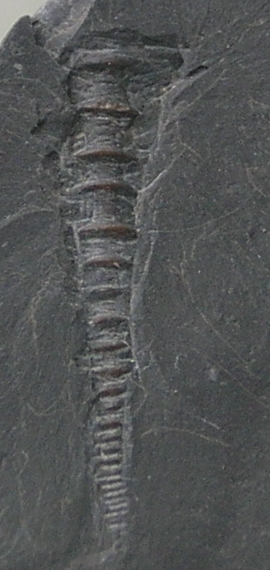
Tentakulit in der Sammlung des Geologischen Museums in Warschau

Die Tentaculitoidea werden den Weichtieren meist als Klasse zugeordnet, aber von manchen Autoren in die Nähe der Flügelschnecken (Pteropoden) zur Klasse der Schnecken gestellt. Für die systematische Unterteilung ist die Skulpturierung des Gehäuses und die Form des Apex wichtig.
Sie werden meist in drei Ordnungen unterteilt:
- Tentaculitida (Tentakuliten i. e. Sinne, frühes Kambrium / Ordovizium bis Oberdevon)
- Homoctenida (Mittel- bis Oberdevon)
- Dacryoconarida (Silur bis Devon)

Die erste Ordnung, die Tentaculitida, zeichnen sich durch eine relativ dicke Schale aus. Alle Vertreter dieser Ordnung lebten benthonisch. Es sind ca. 30 Gattungen bekannt. Die Innenseite des Gehäuses ist glatt, während bei Vertretern der anderen Tentakuliten-Ordnungen das Muster der Querringe, das die Skulptur der Gehäuseaußenseite bestimmt, auch auf der Innenseite besteht. Tentaculites ist eine Gattung mit einer der höchsten Überlebensdauer der sonst nur über kurze Zeiträume auftretenden Tentakuliten, sie kann man vom Ordovizium bis zum Devon finden.
Von den Homoctenida sind mehrere Gattungen vom Unter- bis zum Oberdevon bekannt. Dazu zählen u. a. die Gattungen Homoctenus (Unter- bis Oberdevon) und Polycylindrites (Oberdevon).
Die Dacryoconarida besitzen eine dünne Schale und sind meist kleiner als die Tentaculitida. Das Gehäuse dieser Ordnung sind niemals gekammert und das Apex ist blasenförmig. Sie kamen vom Silur bis zum Devon vor und lebten wahrscheinlich planktisch, was unter anderem an der leichten Schale erkennbar ist. Sie traten erstmals im Silur auf. Ihre Blütezeit war das Devon, ca. 20 Gattungen sind bekannt. Dazu zählen zum Beispiel die vom Unterdevon bis zum Oberdevon vorkommende Nowakia und die zu den frühen Dacryoconarida zählende Gattung Styliolina. Kennzeichnend für die Styliolina ist eine dreischichtige Kalkschale, die äußerlich und innerlich prismatisch strukturiert ist. Die mittlere Schicht ist lagenhaft geformt. Diese Gattung lebte vom Obersilur bis zum Oberdevon.
Es ist noch umstritten, ob die Dacryoconarida von den Tentaculitida direkt abstammen oder ob es sich um eine konvergente Entwicklung handelt.

## Zur Frage des Aussterbens
In einem der fünf großen Massenaussterben der Erdgeschichte starb im Verlauf des Famenniums, der obersten Stufe des Oberdevons, ein Großteil der marinen Faunen aus. Dem Massensterben erlagen auch fast alle Gruppen der Tentakuliten. Bis vor kurzem war man der Ansicht, dass die Klasse Tentaculitoidea noch im oberen Devon endgültig erlosch. Im Jahr 2000 beschrieb Shuji Niko Fossilfunde mutmaßlicher Tentakuliten aus japanischen Kalksteinen, für die ein Karbon- bis Perm-Alter nachgewiesen ist. Diese Funde legen nahe, dass die Gruppe der Tentakuliten das Ende des Devons noch um mehrere 10 Millionen Jahre überlebte.